# Линейная улица (Мелитополь)
Линейная улица (укр. Лінiйна вулиця) — улица в Мелитополе, идущая параллельно железной дороге Харьков — Крым по территории исторических районов Юровка и Новый Мелитополь. Начинается от Ногайской улицы у вагонного депо, заканчивается за путепроводом на Новый Мелитополь в индустриальном районе, переходя в тропу вдоль железной дороги.
Некоторые карты также относят к Линейной улице небольшой участок в индустриальных территориях, возле ООО «Агропромышленная компания», ООО «Спецмонтажинновация» и мелитопольского рыбцеха. Этот участок никак не связан с первым и не содержит нумерованных домов. Он оканчивается, пересекаясь с Индустриальной улицей.

## Название
«Линейная» — распространённое название среди улиц бывшего СССР, расположенных возле железной дороги.
В Мелитополе на данный момент также есть:
- 2-й, 3-й и 4-й Линейные переулки;
- Северо-Линейная улица, 1-й и 2-й Северо-Линейные переулки;
- Западно-Линейная улица.

В прошлом существовали Южно-Линейная улица, 1-я и 2-я Северолинейные улицы, Северолинейный и 1-й Линейный переулки.

## История
В документах улица впервые упоминается 11 марта 1931 года в протоколах заседания президиума мелитопольского горсовета. Ранее, в 1924 году, в описании земельного владения упоминалась некая Линейная улица, она же Упорная, в районе Нового Мелитополя, но её причастность к рассматриваемой улице не установлена.

## Объекты
- пешеходный мост на улицу Гетмана Сагайдачного через территорию вокзала;
- дорожная мастерская (ПД-7);
- южный парк железнодорожной станции Мелитополь;
- элеватор (юридический адрес на ул. Гетмана Сагайдачного);
- молитвенный дом церкви евангельских христиан-баптистов;
- путепровод на Новый Мелитополь.

## Галерея
|                                                                   |                                                  |                                                                         |                                                                                                 |
| элеватор                                                          | возле перекрёстка с улицей Расковой              | переход через железную дорогу с Покровской улицы на Линейную улицу      | путепровод на Новый Мелитополь                                                                  |
|                                                                   |                                                  |                                                                         |                                                                                                 |
| конечная часть улицы за путепроводом                              | в конце улицы возле территории завода «Гидромаш» | железнодорожная ветвь на Мелитопольский завод тракторных гидроагрегатов | тропа за Линейной улицей; впереди по левой стороне — здание ПСК «Монолит» (возле мясокомбината) |
|                                                                   |                                                  |                                                                         |                                                                                                 |
| старый вагон в южном парке мелитопольской железнодорожной станции | старый вагон-цистерна пожарного поезда           | старый вагон бункерного типа для перевозки муки                         | Молитвенный дом ЕХБ                                                                             |